# Fort Severn
Pour la Première Nation canadienne, voir Première Nation de Fort Severn.
Fort Severn, situé à l'embouchure du fleuve Severn, à Annapolis dans le Maryland aux États-Unis, est un fort construit en 1808 sur l'emplacement d'une fortification de 1776, utilisée pendant la guerre d'indépendance. Bien que destiné à défendre le port d'Annapolis d'une attaque britannique, il ne fut le lieu d'aucun combat lors de la guerre anglo-américaine de 1812. Le 19 octobre 1845, l'United States Naval Academy acquiert Fort Severn alors possession de l'United States Army et l'utilise pour la formation de ses officiers jusqu'à sa démolition en 1909.

## Histoire

### Guerre d'indépendance
La famille du maire d'Annapolis, Walter Dulany, achète des terres situées sur les rives du fleuve Severn, à proximité de la ville, en 1753.  C'est sur ce terrain qu'est construit le premier fort, en 1776, pendant la guerre d'indépendance.

### Fort Severn (1808-1845)
Le département de la Guerre des États-Unis construit Fort Severn, en 1808, à une époque de fortes tensions entre les États-Unis et la Grande-Bretagne. Situé sur Windmill Point, Fort Severn permet de protéger le port d'Annapolis, qui pourrait être un objectif clé pour les forces britanniques. Cependant ni la forteresse, ni le port ne sont attaqués pendant la Guerre de 1812.
L'United States Army conserve une garnison à fort Severn, après la guerre. Le chirurgien du poste est chargé des observations météorologiques en 1822. En 1845, le secrétaire à la Guerre William L. Marcy accepte de transférer la propriété de fort Severn au secrétaire à la Navy George Bancroft. L'accord entre en vigueur le 19 octobre 1845. Le Secrétaire Bancroft a décidé de passer outre l'opposition du Congrès à la création d'une académie navale et compte utiliser les installations de fort Severn pour la formation des officiers de l'US Navy. Jusqu'alors, ceux-ci n'étaient formés que sur les navires de la flotte.

### Naval Academy (1845-1909)
Le Secrétaire Bancroft forme un conseil dirigé par le commodore Matthew Perry pour poser les bases d'un nouveau système de formation et fait transformer le fort pour y accueillir la nouvelle institution, qui, en 1851, prend le nom d'United States Naval Academy. Les midshipmen étudient à l'Académie pendant quatre ans et suivent un entraînement à bord des navires chaque été. L'académie ouvre, le 10 octobre 1845, elle compte 56 étudiants et 8 professeurs, avec comme directeur (Superintendent) le commander Franklin Buchanan. En raison d'une détérioration de leurs structures, l'Académie navale démolit les bâtiments de fort Severn, en 1909. Le 28 mars 1977, la section locale des Filles de la Révolution américaine fait placer une plaque commémorative à l'emplacement de l'ancien fort.